# Cabardi

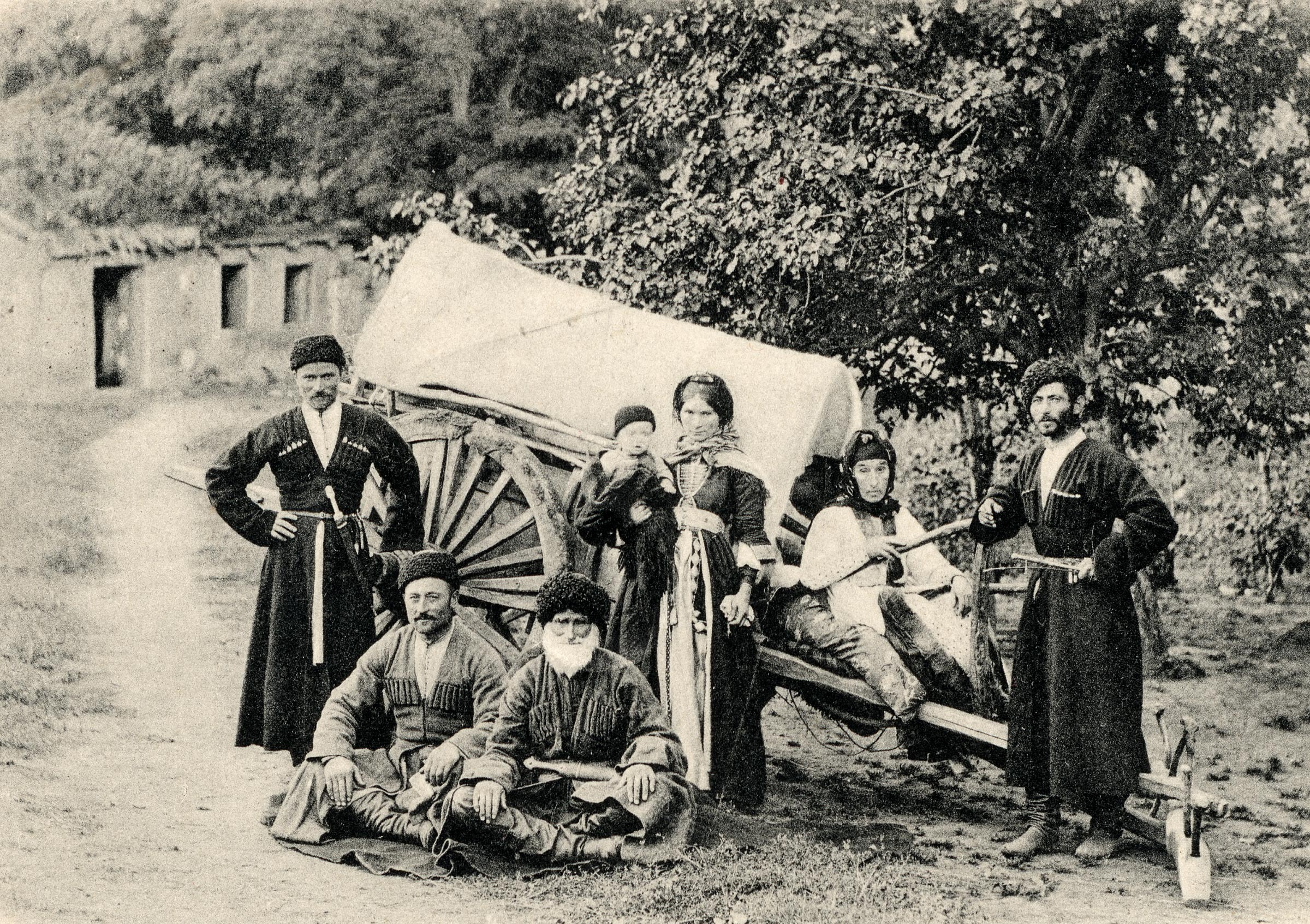

I Cabardi (in lingua adighè: Къэбэртайхэр -адыгэ, nel dialetto adibgaz-adighè Къардей) sono un gruppo etnico della Russia. Sono originari del Caucaso e vivono principalmente nella Cabardino-Balcaria, repubblica autonoma della federazione Russa. Parlano la lingua cabardina.